# 阴兴
阴兴（9年—47年）。表字君陵，荊州南陽郡新野县人，东汉時代初期武将、政治人物。父陰陸，異母兄阴识，同母姐汉光武帝皇后陰麗華，同母弟陰訢、阴就，其子阴庆、阴博、阴员、阴丹，从祖兄陰嵩。管仲的後裔。

## 生平
阴兴为人有膂力。建武二年（26年），为黄门侍郎，守期门仆射，跟随征伐，平定郡国。随从光武帝刘秀征伐四方，深受刘秀的信赖。建武九年（33年），任侍中，被赐爵关内侯，阴兴坚决推辞，於是劉秀尊重其心意。陰貴人詢問陰興原委，陰興回述戚畹之家應該以古書為鑑避免過度的奢侈，方可防止未來的禍害。后任卫尉，与执金吾阴识共同辅导太子刘庄。建武二十三年（47年），阴兴卒，时年三十九岁。
| 東漢鮦陽侯國（58年－？） |      |            |        |          |          |
| 傳位                     | 世   | 稱號及諡號 | 姓名   | 在位年數 | 在位時間 |
| －                       | 追封 | 鮦陽翼侯   | 陰興   | －       | 80年追諡 |
| 第1任                    | 始封 | 鮦陽侯     | 陰慶   | ？       | 58年－？ |
| 第2任                    | 二世 | 鮦陽侯     | 陰琴   | ？       | ？       |
| 第3任                    | 三世 | 鮦陽侯     | 陰萬全 | ？       | ？       |
| 第4任                    | 四世 | 鮦陽侯     | 陰桂   | ？       | ？       |
| 永和五年（140年）仍見    |      |            |        |          |          |